# City of Mbombela Local Municipality
City of Mbombela (englisch City of Mbombela Local Municipality) ist eine Lokalgemeinde im Distrikt Ehlanzeni der südafrikanischen Provinz Mpumalanga. Der Sitz der Sitz der Gemeindeverwaltung befindet sich in Mbombela. Bürgermeister ist Sibusiso P. Mathonsi.
Mit Wirkung vom 3. August 2016 kam es zur Vereinigung von der bisherigen Mbombela Local Municipality und der Umjindi Local Municipality, deren gemeinsames Territorium seither City of Mbombela genannt wird.
Die Gemeinde ist nach der größten Stadt der Lokalgemeinde benannt, Mbombela, die auch Provinzhauptstadt von Mpumalanga ist. Das siSwati-Wort Mbombela bedeutet „viele Leute an einem kleinen Ort“. Ursprünglich war Mbombela ein an die von europäischen Einwanderern gegründete Stadt Nelspruit angrenzendes Township.
Die Gemeinde hat auch Anteil am Kruger-Nationalpark, Skukuza ist die größte Siedlung innerhalb des Parks.

## Städte und Orte
| - Aldie - Backdoor - Barberton - Bhekiswayo - Daantjie - Dwaleni - Emjindini - Ga-Tshwene | - Gutshwa - Gutshwakop - Hazyview - Hlauhlau - Jerusalem - Kabokweni - Kanyamazane - Khumbula | - Legogote - Lundi - Mahushu - Makoko - Malekutu - Manzini - Matsulu - Mbombela (ehemals Nelspruit) | - Mgcobaneni - Mhwayi - Msholozi - Msogwaba - Mthimba - Newscom - Ngodini - Ngodwana | - Nkambeni - Nkohlakalo - Numbi - Nyamazaneni - Nyongane - Phakane - Phathwa - Phola | - Pienaar - Salubindza - Skukuza - Swalala - Tekwane - Tekwane Estate - Tshabalala - Verulum | - White River - Zwelisha |

## Bevölkerung
Im Jahr 2011 hatte die frühere Gemeinde Mbombela 588.794 Einwohner, Umjindi 67.156 Einwohner. Im Jahr 2016 lebten hier insgesamt 695.913 Einwohner. Die Muttersprache von rund 79 % der Einwohner ist Siswati.